# Mary Anne Clarke

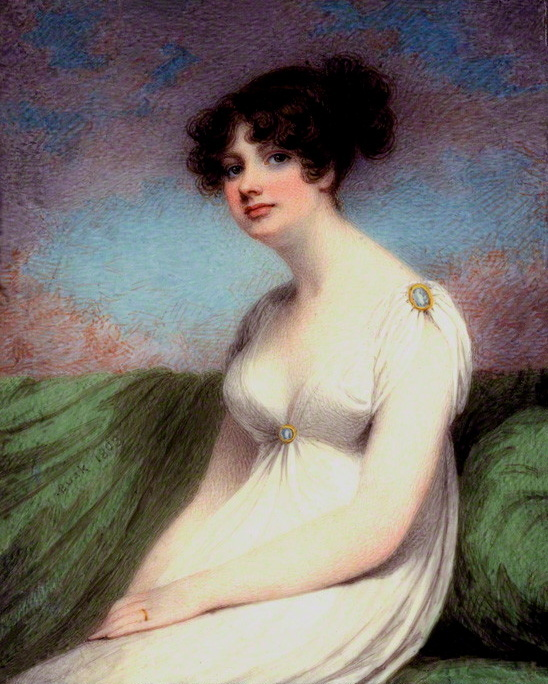
Adam Buck: Mary Anne Clarke, 1803

Mary Anne Clarke (* 3. April 1776 als Mary Anne Thompson; † 21. Juni 1852 in Paris) war die Mätresse des Frederick Augustus, Duke of York and Albany und führte, nachdem sie das Vereinigte Königreich verlassen musste, in Paris einen literarischen Salon.

## Leben
Im Jahre 1803 wurde sie die Geliebte des Duke of York, der zu dieser Zeit oberster Kommandant der britischen Armee war. 1809 kam es zum Skandal, nachdem entdeckt wurde, dass Mary Anne Clarke Offiziersposten der britischen Armee verkaufte. York musste daraufhin sein Kommando über die britische Armee aufgeben, wurde jedoch später freigesprochen und in sein Amt wieder eingesetzt. 1813 wurde Mary Anne Clarke zu einer Gefängnisstrafe verurteilt.
Nach ihrer Freilassung lebte sie in Frankreich, wo sie in Paris einen angesehenen literarischen Salon unterhielt. Ihre Tochter heiratete Louis-Mathurin Busson du Maurier und war Mutter des Karikaturisten George du Maurier. Sie ist außerdem die Urgroßmutter der Schriftstellerin Daphne du Maurier, die über ihre Urgroßmutter das Buch Mary Anne schrieb.